# Vicosoprano
Vicosoprano (Lombardisch: Visavran; Reto-Romaans: Visavraun of Savraun; Duits (verouderd): Vespran) is een plaats en voormalige gemeente in het Zwitserse bergdal Val Bregaglia en behoort tot het kanton Graubünden.
Tot de gemeente, die in 2010 werd opgeheven, behoorde naast Vicosoprano ook het gehucht Lobbia. Ten zuiden van Vicosoprano verheft zich de 3378 meter hoge Cima di Castello. Hierop ligt de grote Albignagletscher. Aan de voet van deze ijsmassa ligt het stuwmeer Lago di Albigna, dat met een zweefbaan vanuit Vicosoprano bereikbaar is.
Vicosoprano telt een aantal patriciërshuizen waarvan enkele beschilderd zijn. Het raadhuis van het dorp dateert uit 1583. Bijzonder is de schandpaal die nog steeds aan het gebouw bevestigd is. Het dorp telt twee kerken, de San Cassiano (14de eeuw) en Trinità (18de eeuw).

## Geboren
- Anna Cornelia Maurizio (1852-1930), macramé-artieste

- Gemeinsame Normdatei: 1068780878
- Historisch woordenboek van Zwitserland: 001536
- Historical Dictionary of Switzerland#Lexicon_Istoric_Retic: 3019
- Virtual International Authority File: 160185526
- WorldCat: E39PBJgmMMWV8ymB34pPQGRkDq